# Кртова (Лукавац)
Кртова је насељено мјесто у граду Лукавац, у Федерацији Босне и Херцеговине, у Босни и Херцеговини.
Према попису становништва из 2013. у насељу је живио 271 становник.

## Географија
Налази се на Озрену.

## Историја
Дејтонским споразумом мањи дио насеља припао је РС а већи дио ФБиХ.

## Становништво
| Националност       | 2013. | 1991. | 1981. | 1971. |
| Срби               | 266   | 1.097 | 1.079 | 1.269 |
| Југословени        | 2     | 18    | 87    |       |
| Хрвати             | 2     | 1     |       |       |
| Муслимани          | 1     | 2     | 1     |       |
| остали и непознато |       | 3     | 5     | 5     |
| Укупно             | 271   | 1.121 | 1.172 | 1.274 |